# Тасо (име)
Тасо је мушко име настало од грчког имена Anastasios, односно словенског Атанасије и има значење „васкрснуће“. 

## Популарност
У јужној Аустралији је 2000. године било на 548. месту по популарности.